# Dito (football)
Pour les articles homonymes, voir Dito.
Eduardo José Gomes Camassele Mendez, dit Dito, est un footballeur international et un entraîneur portugais né le 18 janvier 1962 à Barcelos et mort le 3 septembre 2020 à Monção. Il évoluait au poste de défenseur central.

## Biographie
Dito joue principalement en faveur du Sporting Braga, du Benfica Lisbonne et du Vitória Setúbal.
Il dispute un total de 357 matchs en première division portugaise, inscrivant 16 buts dans ce championnat. Il est par ailleurs finaliste de la Coupe d'Europe des clubs champions en 1988 avec le Benfica Lisbonne.
International portugais, il reçoit 17 sélections en équipe nationale entre 1981 et 1987. Sa première sélection a lieu le 28 octobre 1981, lors d'une rencontre face à Israël comptant pour les éliminatoires de la Coupe du monde 1982. Avec le Portugal il inscrit un but face à la RFA en match amical.

## Carrière
- 1980-1986 :  Sporting Braga
- 1986-1988 :  Benfica Lisbonne
- 1988-1989 :  FC Porto
- 1989-1992 :  Vitória Setúbal
- 1992-1993 :  SC Espinho
- 1993-1994 :  Gil Vicente FC
- 1994-1995 :  SCU Torreense
- 1995-1996 :  Ovarense

## Palmarès
- Finaliste de la Coupe d'Europe des clubs champions en 1988 avec le Benfica Lisbonne
- Champion du Portugal en 1987 avec le Benfica Lisbonne
- Vainqueur de la Coupe du Portugal en 1987 avec le Benfica Lisbonne
- Finaliste de la Coupe du Portugal en 1982 avec le Sporting Braga